# MAN NM 152(2)
1992 trat der NM 152(2) die Nachfolge des MAN NM 152 an. Er entspricht optisch zwar weitestgehend dem MAN NM 152. Wesentliche Unterschiede waren die podestarme Anordnung der Sitze und eine Knicklinie im Fensterband. Er wurde trotzdem als eigene Baureihe geführt und wie sein Vorgänger von MAN (Fahrgestell) und Göppel Bus (Aufbau) gebaut und hat eine Motorleistung von 155 PS. Die 190-PS-Variante wurde als NM 192 bezeichnet.
1997 wurde der NM 152(2) und NM 192 vom MAN NM 223 abgelöst und 1998 die Produktion eingestellt. Da Midibusse nur auf schwach frequentierten Linien eingesetzt werden können, ist die Nachfrage für diese Bauart eher gering und im Verhältnis zum normalen Niederflurbus wurden auch wenige Exemplare gebaut. Trotzdem ist MAN und Göppel bei den Midibussen Marktführer.
Inzwischen wurden die NM 152(2) und NM 192 bei den meisten Verkehrsbetrieben ausgemustert.

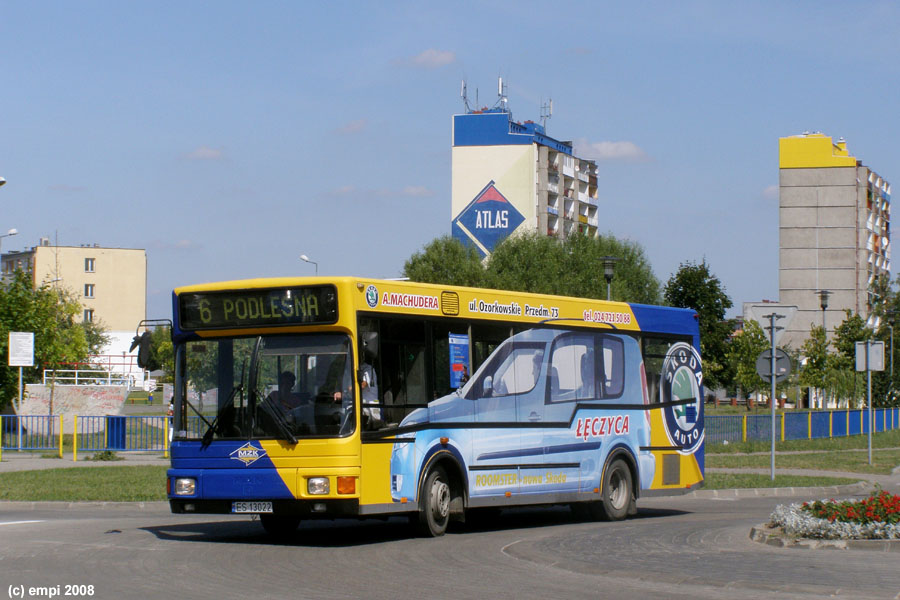
MAN NG 272 der MZK Skierniewice (Polen) am 7. August 2008 auf der Linie 6 Richtung Podlesna